# Kassjön, Medelpad
Kassjön är en sjö i Ånge kommun i Medelpad och ingår i Ljungans huvudavrinningsområde. Sjön är 34 meter djup, har en yta på 0,55 kvadratkilometer och är belägen 238 meter över havet. Sjön avvattnas av vattendraget Kassjöån. Vid provfiske har gers, gädda, lake och sik fångats i sjön.

## Delavrinningsområde
Kassjön ingår i det delavrinningsområde (695142-152149) som SMHI kallar för Utloppet av Kassjön. Medelhöjden är 279 meter över havet och ytan är 3,12 kvadratkilometer. Räknas de 11 avrinningsområdena uppströms in blir den ackumulerade arean 82,34 kvadratkilometer. Kassjöån som avvattnar avrinningsområdet har biflödesordning 3, vilket innebär att vattnet flödar genom totalt 3 vattendrag innan det når havet efter 104 kilometer. Avrinningsområdet består mestadels av skog (82 procent). Avrinningsområdet har 0,55 kvadratkilometer vattenytor vilket ger det en sjöprocent på 17,5 procent.